# Djerma
Djerma (em árabe: جرمة) é uma cidade localizada na província de Batna, no noroeste da Argélia. Sua população era de 3 436 habitantes, em 2008.